# Lesione spinale
Una lesione spinale o midollare (o mielolesione) è una lesione del midollo spinale, che può comportare l'interruzione delle vie nervose ascendenti e discendenti con conseguente mutamento, temporaneo o permanente, delle sue normali funzioni motorie, sensoriali o autonomiche.
A seconda della posizione e della gravità del danno lungo il midollo spinale, i sintomi possono variare notevolmente, dal dolore o intorpidimento alla paralisi all'incontinenza urinaria. La prognosi varia ampiamente, dal recupero completo alla tetraplegia irreversibile (detta anche quadriplegia) quando vi sono lesioni a livello del rachide cervicale o paraplegia nelle lesioni inferiori. Le complicazioni che possono verificarsi a breve e a lungo termine dopo l'infortunio sono le piaghe da decubito, infezioni, atrofia muscolare e problemi respiratori.
Di solito le lesioni spinali sono il risultato di traumi fisici, come incidenti stradali, colpi di pistola, cadute o infortuni sportivi, ma può anche derivare da cause non traumatiche come infezioni, insufficiente flusso di sangue o pressione causata da una massa tumorale. La prevenzione comprende l'adozione di misure individuali come l'utilizzo di dispositivi di protezione individuale così come la promozione di norme inerenti alla sicurezza nello sport e nel traffico stradale. Il trattamento delle lesioni del midollo spinale inizia con la stabilizzazione della colonna vertebrale e controllare l'infiammazione per prevenire ulteriori danni.
Eventuali ulteriori interventi chirurgici possono rendersi necessari a seconda della posizione e dell'estensione della lesione. In molti casi, le lesioni del midollo spinale richiedono una terapia a lungo termine, sia fisica che occupazionale per la riabilitazione. Conosciuta fin dai tempi antichi per essere una ferita molto grave e a lungo ritenuta incurabile, la lesione del midollo spinale ha visto grandi miglioramenti nella sua cura a partire dalla metà del XX secolo. La ricerca di nuovi trattamenti per le lesioni del midollo spinale comprendono l'ipotermia controllata, l'impianto di cellule staminali e esoscheletri robotici indossabili.

## Clinica

### Classificazione
Le lesioni spinali possono essere:
- complete
- incomplete generalmente una lesione che consente al paziente di mantenere una parte della sensibilità o della possibilità di controllo motorio al di sotto del neuromero leso.

Per classificare il danno spinale si utilizza la scala ASIA: una persona senza alcun danno avrebbe 100 punti su questa scala. I pazienti con lesione a livelli più elevati della colonna vertebrale in genere hanno i punteggi di più bassi.

### Segni e sintomi
I segni e i sintomi variano molto a seconda del punto dove il midollo spinale viene leso e dall'estensione della sezione. Questi sintomi sono determinati dal punto di partenza di tutti i nervi caudali alla lesione e dai tratti nervosi che vengono recisi o resi sofferenti dalla lesione. Una sezione di cute innervata attraverso una parte specifica della colonna vertebrale è chiamato dermatomero, e una lesione specifica (senza che avvenga la sezione di un intero livello) può provocare dolore, parestesia, oppure la perdita di certi tipi di sensibilità nelle aree interessate (ad esempio una lesione limitata vicino ai cordoni dorsali provoca perdita della sensibilità vibratoria ma non di quella termo-dolorifica). Un gruppo di muscoli innervati da una specifica parte del midollo spinale viene chiamato miotomo, e a seconda del punto della lesione può provocare problemi del controllo motorio fino alla paralisi spastica oppure alla paralisi flaccida. I muscoli possono contrarsi incontrollabilmente, diventare deboli, oppure essere completamente a-reattivi. La duratura perdita della funzione muscolare evolve nell'atrofia del muscolo accompagnata spesso da degenerazione dell'osso dove si impiantava.
Ai danni motori e sensitivi si aggiungono una serie di problemi viscerali tra cui la perdita di sensibilità e motilità degli sfinteri, che comporta la difficoltà delle persone colpite da questo tipo di paralisi ad espletare le normali funzioni corporali. Nella maggior parte dei casi urinare spontaneamente diventa impossibile e si verifica una condizione definita vescica neurologica, conseguenza della disfunzione dello sfintere vescicale. Si deve in questi casi ricorrere all'utilizzo di un catetere estemporaneo che permette di svuotare la vescica urinaria completamente e al bisogno.
Anche le funzioni intestinali sono compromesse, venendo a mancare il tono di parte dei muscoli addominali, la sensibilità e il controllo dello sfintere anale; di conseguenza la maggior parte delle persone deve ricorrere all'aiuto di manovre manuali per riuscire ad ottenere uno svuotamento dell'ampolla rettale.
Determinare l'esatto livello della lesione è fondamentale nel fare previsioni accurate sulle parti specifiche del corpo che possono essere colpite da paralisi e perdita di funzione. Il livello viene assegnato in base alla posizione della lesione dalla vertebra della colonna vertebrale più vicina alla lesione sul midollo spinale. Il livello di lesione di una persona è definito come il livello più basso della piena sensazione e funzione.

#### Lesioni a livello cervicale
Le lesioni del midollo spinale a livello cervicale, che rappresentano quasi il 57% di tutte le lesioni del midollo spinale, possono provocare tetraplegia totale o parziale (detta anche quadriplegia). Tuttavia, a seconda della posizione specifica e la gravità del trauma può essere mantenuta una funzionalità limitata.
| Livello | Funzione motoria                                                             | Funzionalità respiratoria                                                      |
| ------- | ---------------------------------------------------------------------------- | ------------------------------------------------------------------------------ |
| C1–C4   | Paralisi totale delle braccia                                                | Incapacità di respirare in mancanza di ventilazione meccanica                  |
| C5      | Paralisi di polsi, mani, e muscoli tricipiti                                 | Difficoltà nel tossire, potrebbe servire aiuto per la pulizia delle secrezioni |
| C6      | Paralisi dei flessori del polso, dei tricipiti e delle mani                  | Difficoltà nel tossire, potrebbe servire aiuto per la pulizia delle secrezioni |
| C7–C8   | Alcune debolezze muscolari alla mano, difficoltà nell'afferrare e rilasciare | Difficoltà nel tossire, potrebbe servire aiuto per la pulizia delle secrezioni |

#### Lesioni a livello toracico
In aggiunta ai problemi riscontrati nelle lesioni di livello inferiore, le lesioni spinali all'altezza del torace possono influenzare i muscoli del tronco. Le lesioni a livello di T1 a T8 comportano l'impossibilità di controllare i muscoli addominali. Di conseguenza, la stabilità del tronco può venire compromessa. Più basso è il livello del trauma, meno gravi sono gli effetti. Le lesioni da T9 a T12 comportano la perdita parziale del tronco e del controllo dei muscoli addominali. Lesioni ai livelli spinali toracici possono causare la paraplegia, ma solitamente non vengono coinvolte le funzioni di mani, braccia, collo e muscoli respiratori.
Una condizione che può verificarsi normalmente nelle lesioni al di sopra della vertebra T6 è disreflessia autonoma, in cui la pressione del sangue aumenta a livelli pericolosi sufficientemente elevati da poter causare un ictus potenzialmente letale. I segni e sintomi di questa condizione includono ansia, mal di testa, nausea, ronzio nelle orecchie, visione offuscata, pelle arrossata e congestione nasale. Può manifestarsi subito dopo l'infortunio o anche alcuni anni più tardi.
Un'altra complicazione grave che può derivare da lesioni superiori a T6 è lo shock neurogeno, che deriva da una interruzione della capacità del sistema nervoso simpatico di opporsi al sistema nervoso parasimpatico e dunque mantenere il tono muscolare nei vasi sanguigni compromettendo la loro capacità rilassarsi e dilatarsi. Lo shock neurogeno può presentarsi una bassa pressione sanguigna, bassa frequenza cardiaca e un accumulo di sangue negli arti che si traduce in insufficiente afflusso di sangue al midollo spinale e potenzialmente in ulteriori danni ad esso.

#### Lesioni a livello lombosacrale
Gli effetti delle lesioni al livello lombare o sacrale del midollo spinale (la parte bassa della schiena e bacino) includono un deficit nel controllo delle gambe, del sistema genito-urinario e dell'ano. Le funzionalità intestinali e della vescica sono regolati dalla regione sacrale della colonna vertebrale. Così è molto frequente una disfunzione di questi organi, compresa l'incontinenza urinaria e fecale, dopo una lesione traumatica.

## Diagnosi
Una valutazione tramite tecnice di imaging biomedico, come una radiografia, la tomografia computerizzata o la risonanza magnetica può determinare se vi è un danno al midollo spinale e dove si trova. La radiografia, anche se è la tecnologia più comunemente disponibile, non fornisce immagini molto dettagliate e può non essere in grado di evidenziare le lesioni al midollo spinale che hanno accompagnamento i danni alla colonna vertebrale. Così, quando i risultati dei raggi X sono normali ma vi è un sospetto di lesione spinale o si verificano i sintomi, vengono utilizzate la tomografia computerizzate o la risonanza magnetica.
Valutazioni neurologiche per aiutare a determinare il grado di compromissione vengono inizialmente eseguite e ripetute lungo nel corso delle prime fasi del trattamento; questo determina il tasso di miglioramento o di peggioramento e ciò aiuta nel trattamento e nella formulazione di una prognosi.

## Trattamento
Oggi non esiste ancora una cura definitiva e completa per la paralisi causata da danni al midollo spinale: il trattamento riabilitativo consente, nell'arco di molti mesi, un certo recupero delle funzioni motorie e sensoriali andate perdute, ma sono pochissimi i pazienti in cui si verifica un recupero totale (statisticamente parlando, le lesioni incomplete hanno un recupero molto migliore rispetto alle lesioni complete). Sono in corso studi di rigenerazione del sistema nervoso centrale, basati sulle cellule staminali. La combinazione di interventi riabilitativi che prevedano la riabilitazione polmonare oltre alla rieducazione motoria, alimentare e interventi di logopedia, possono comunque portare significativi miglioramenti nei pazienti affetti da mielolesione.

## Prognosi
|                 | Completo | Incompleto |
| Recupero totale | <1%      | <1%        |
| Paraplegia      | 18%      | 19%        |
| Tetraplegia     | 12%      | 41%        |
| Sconosciuto     | 10%      | 10%        |

Le lesioni del midollo spinale, quasi sempre, provocano almeno una qualche compromissione incurabile, anche con il miglior trattamento possibile. Il miglior predittore della prognosi è il livello e la gravità delle lesioni, dati che vengono misurati dalla scala di danno "ASIA". La maggior parte delle persone che presentano il livello "A" della scala (lesioni complete) non hanno il recupero funzionale della capacità motorie, ma possono verificarsi dei miglioramenti. La maggior parte dei pazienti con lesioni incomplete recuperano almeno qualche funzione. I sintomi delle lesioni incomplete possono variare ed è difficile fare una previsione accurata dell'evoluzione. Una persona con un lieve infortunio incompleto alla vertebra T5 avrà molte più possibilità di utilizzare le sue gambe di una persona con una grave lesione completa esattamente nello stesso punto. La tabella a sinistra mostra la frequenza di ciascuna categoria di lesioni al momento della dimissione dall'ospedale, secondo uno studio effettuato negli Stati Uniti. Oltre alla completezza e al livello della lesione, l'età ei problemi di salute concomitanti possono influenzare la misura in cui una persona con una lesione spinale sarà in grado di vivere in maniera indipendente e di camminare.
Disfunzioni sessuali dopo una lesione spinale sono condizioni comuni. I problemi che possono verificarsi includono la disfunzione erettile, la perdita della capacità di eiaculazione, lubrificazione insufficiente della vagina, sensazione ridotta e ridotta capacità di raggiungere l'orgasmo. Anche se la disfunzione sessuale è molto comune dopo la lesione spinale, molte persone imparano ad adattare i loro rapporti sessuali in modo che possano condurre una vita sessuale soddisfacente.
Il recupero è in genere più veloce durante i primi sei mesi; pochissimi pazienti sperimentano un sostanziale recupero a più di nove mesi dopo l'infortunio. Lo shock spinale, in cui i riflessi vengono soppressi, si verifica subito dopo l'infortunio e si risolve in gran parte entro tre mesi.

### Paraplegia

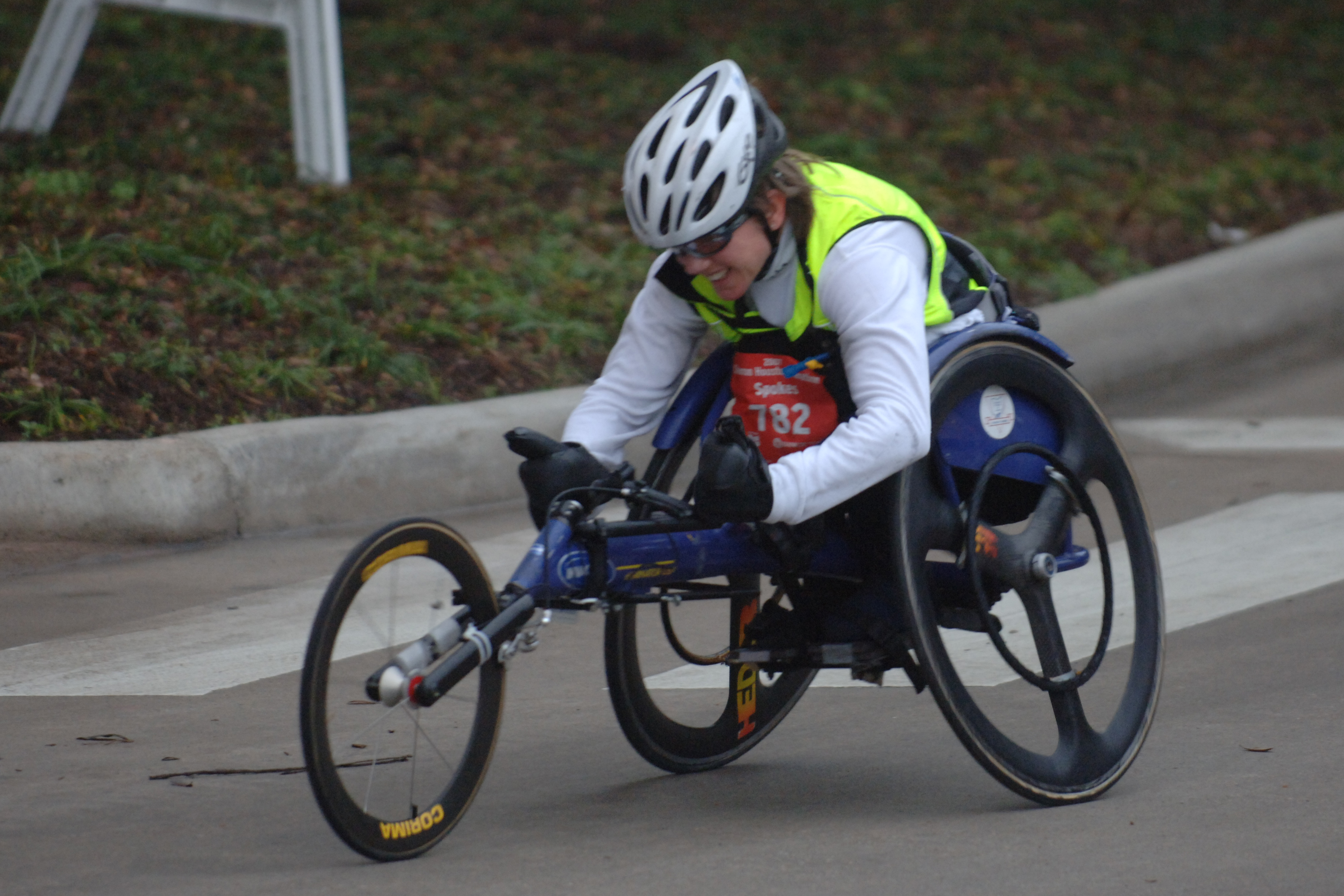
Holly Koester ha subito una lesione spinale in seguito ad un incidente automobilistico ed è ora un corridore su sedia a rotelle.

In uno studio effettuato su 143 individui dopo un anno di completa paraplegia, nessuno dei pazienti con una lesione iniziale superiore alla nona vertebra toracica (T9) erano stati in grado di recuperare completamente. Solo il 38% dei soggetti studiati aveva avuto un qualche tipo di recupero e il 5% aveva recuperato abbastanza funzionalità per camminare e tutti quelli che necessitavano di stampelle e altri dispositivi di assistenza avevano avuto tutti traumi sotto la vertebra T11. Il 4% erano stati originariamente classificati come infortuni completi e sono stati rivalutati come lesioni incomplete, ma solo la metà di quel gruppo ha poi riacquistato il controllo intestinale e della vescica.
Delle 54 persone nello stesso studio con paraplegia incompleta, il 76% era in grado di camminare con l'aiuto dopo un anno. In media, i pazienti avevano migliorato di 12 punti sulla scala di 50 punti. Il miglioramento non è dipeso dalla posizione della lesione, ma i pazienti con lesioni superiori si presentavano con punteggi motori iniziali più bassi e poi mantenevano punteggi finali corrispondentemente più bassi. Un valore di 50 della scala è normale, con un punteggio di 30 o superiore si è, tipicamente, in grado di camminare.

### Tetraplegia
Nel caso di tetraplegia incompleta, il 46% dei pazienti è in grado di camminare un anno dopo l'infortunio, anche se possono necessitare di dispositivi di assistenza come stampelle e bretelle. Questi pazienti hanno recuperi simili nei muscoli del corpo superiore e inferiore. I pazienti che hanno provato la sensazione di puntura di spillo nei dermatomeri sacrali, recuperano meglio rispetto a coloro che non riuscivano a percepire nessuno stimolo.